# 布魯克斯頓 (印地安納州)
布魯克斯頓（英語：Brookston）是一個位於美國印地安納州懷特縣的城鎮。

## 人口
根據2010年美國人口普查的數據，布魯克斯頓的面積為1.70平方千米，當中陸地面積為1.70平方千米，而水域面積為0.00平方千米。當地共有人口1554人，而人口密度為每平方千米914人。